# Baleshare
Baleshare (in gaelico scozzese: Baile Sear; 9,1 km²) è un'isola sull'Oceano Atlantico della Scozia nord-occidentale, facente parte dell'arcipelago delle isole Ebridi Esterne. Conta una popolazione di circa 50 abitanti.

## Etimologia
Il toponimo gaelico Baile Sear (da cui Baleshare) significa letteralmente "città orientale".

## Geografia
Baleshare si trova a sud e ad ovest dell'isola di North Uist e a nord dell'isola di Benbecula.
L'isola misura 2 miglia in lunghezza e 4 miglia in larghezza.

## Storia
Nel 1962 fu costruita la strada che collega tuttora Baleshare all'isola di Uist.